# Едґар Колле
Едґар Колле (нід. Edgar Colle; 18 травня 1897, Гент — 19 вересня 1932, там само) — бельгійський шахіст, 6-разовий чемпіон країни. 
Найкращі результати в міжнародних турнірах: Схевенінген (1923) — 3-5-е місця; Париж (1924) — 3-є (попереду Макса Ейве); Гастінгс (1923/1924) — 3-4-е; Амстердам та Мерано (1926) — 1-е; Гастінгс (1926/1927) — 2-е; Скарборо (1926 і 1927) — 1-2-е і 1-е; Ніндорф (1927) — 3-є; Гастінгс (1928/1929) — 1-3-є (разом з Ф. Маршаллом та Ш. Такачем); Барселона (1929) — 3-е; Скарборо (1930) — 1-е; Роттердам (1930) — 2-е місця. 
Учасник низки матчів: проти М. Ейве (1924, 3: 5, і 1928, 5½: ½); Дж. Колтановського (1925; +4-0 =3); А. Такельса (1927; +4-0 =2) та інших. 
Зробив внесок у шахову теорію, в тому числі в дебют ферзевих пішаків і захист Чигоріна. Шахіст гострокомбінаційного стилю. 